# Feldborg Sogn
Feldborg Sogn er et sogn i Herning Nordre Provsti (Viborg Stift).
Feldborg Kirke blev i 1890 indviet som filialkirke til Haderup Kirke. Feldborg blev så et kirkedistrikt i Haderup Sogn, som hørte til Ginding Herred i Ringkøbing Amt. Haderup sognekommune inkl. kirkedistriktet blev ved kommunalreformen i 1970 indlemmet i Aulum-Haderup Kommune, der ved strukturreformen i 2007 indgik i Herning Kommune.
Da kirkedistrikterne blev nedlagt 1. oktober 2010, blev Feldborg Kirkedistrikt udskilt som det selvstændige Feldborg Sogn.
Stednavne, se Haderup Sogn.